# Annales du Muséum National d'Histoire Naturelle
Annales du Muséum National d'Histoire Naturelle (abreviado Ann. Mus. Natl. Hist. Nat.) fue una revista ilustrada con descripciones botánicas que fue editada en Francia. Se publicaron 5 volúmenes en los años 1802-1805, con el nombre de Annals and Magazine of Natural History, including Zoology, Botany, and Geology. Sustituyó a Annals of natural history y fue sustituida por Annales du Museúm d'Histoire Naturelle.